# Procurador-Geral da União
O Procurador-Geral da União é o chefe da Procuradoria-Geral da União órgão de direção superior da Advocacia-Geral da União, instituição que representa a União judicial e extrajudicialmente. A ele incumbe dirigir, supervisionar, coordenar e orientar a atuação da Procuradoria-Geral da União. Ao Procurador-Geral da União ainda incumbe, por delegação do Advogado-Geral da União, desistir, transigir, acordar e firmar compromisso nas ações de interesse da União, bem como promover a lotação e a distribuição dos Membros da Advocacia-Geral da União e seus servidores. O Procurador-Geral da União também integra o Conselho Superior da Advocacia-Geral da União. No exercício de suas atribuições é auxiliado por seus Adjuntos, pelos Procuradores-Regionais, Procuradores-Chefes e Procuradores-Seccionais.
A atual Procuradora-Geral da União é a Procuradora Izabel Vinchon Nogueira de Andrade.